# 下拜赖基
下拜赖基（匈牙利語：Alsóberecki）是匈牙利包尔绍德-奥包乌伊-曾普伦州所辖的一个村，与上拜赖基相邻。总面积6.86平方公里，总人口743，人口密度108.3人/平方公里（2011年1月1日）。